# 皓電
皓電是1940年10月19日抗日戰爭時期，蔣中正命令何應欽、白崇禧向國民革命軍第十八集團軍（八路軍）正副司令朱德、彭德懷和新四軍軍長葉挺、副軍長項英發出的電報，內容為命令兩軍團接電報後1個月內全部撤到舊黃河以北，以調停國民政府軍與兩軍團的連日衝突。「皓」是19日的代日韻目。

## 「皓電」提及的衝突
- 河北地區，第十八集團軍與張蔭梧、鹿鐘麟部之衝突
- 山西地區，第十八集團軍與閻錫山部之衝突
- 山東地區，第十八集團軍與石友三部之衝突
- 山東地區，第十八集團軍與沈鴻烈部之衝突
- 蘇北地區，新四軍之黃橋事件

## 責任歸屬
「皓電」將衝突原因歸咎於「第十八集團軍及新四軍所屬部隊：
- 一、不守戰區範圍，自由行動；
- 二、不遵編制數量，自由擴充；
- 三、不服從中央命令，破壞行政系統；
- 四、不打敵人，專事吞併友軍。」

於是要求「關於第十八集團軍及新四軍之各部隊，限於電到一個月内，全部開到中央提示案所規定之作戰地境内」。

## 電報發出後
毛澤東以上述受令者「朱彭葉項」四人名義答覆：「同意將安徽南部的新四軍部隊調到長江以北。」但共產黨新四軍並未如皓電所言立即移防；而衝突仍繼續，最後導致「皖南事变」的發生。

## 註解
1. ↑  指1940年7月16日國民政府之提案，將第十八集團軍及新四軍負責之冀察戰區編入閻錫山之轄區之下，並要求兩軍團在一個月內撤至閻錫山之處（即山東省黃河以北）。